# DeAndre Yedlin
DeAndre Roselle Yedlin, född 9 juli 1993 i Seattle, är en amerikansk fotbollsspelare som senast spelade för Inter Miami FC. Yedlin representerar USA:s landslag.
Han var med i USA:s trupp vid fotbolls-VM 2014.

## Karriär
Den 1 februari 2021 värvades Yedlin av turkiska Galatasaray, där han skrev på ett 2,5-årskontrakt. Den 26 januari 2022 kom Yedlin överens med Galatasaray om att bryta kontraktet i förtid. Den 2 februari 2022 skrev Yedlin på ett fem årskontrakt med klubben Inter Miami FC